# Aeroportul Londra Luton

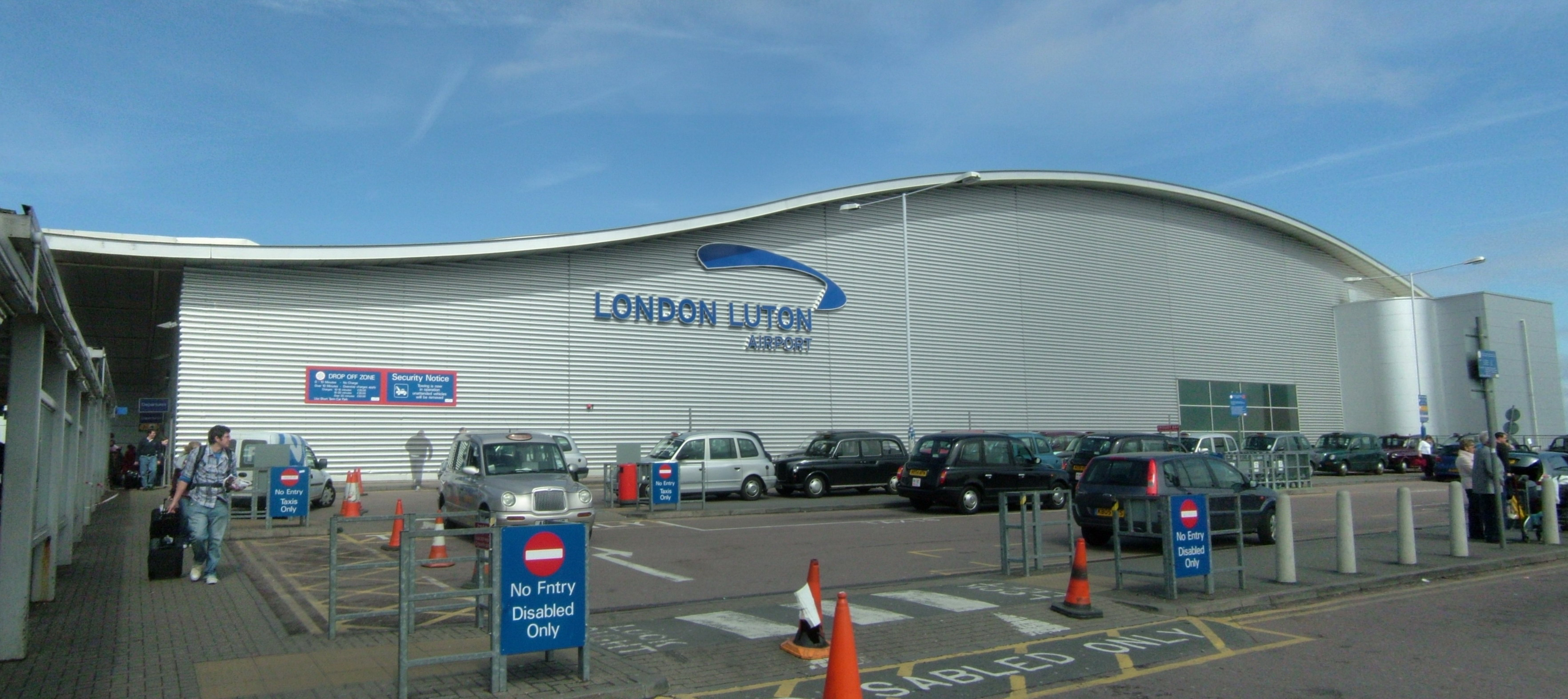

Aeroportul Luton (Londra) (IATA: LTN, ICAO: EGGW) este un aeroport internațional situat în Bedfordshire, la 2,8 km est de centrul orașului Luton și la 46,71 km (29 mile) nord de centrul Londrei.Este unul dintre aeroporturile preferate de companiile aeriane low-cost datorită taxei mici pe pasager (5,66 lire sterline).
Aeroportul se află la 3,2 km de joncțiunea (i.e. nodul rutier) 10 de pe autostrada M1.
În anul 2015, 12,5 milioane pasageri au tranzitat aeroportul, iar în 2016, 14.645.619, fiind al cincilea ca mărime din UK și al patrulea din jurul Londrei după Aeroportul Heathrow, Aeroportul Gatwick, Aeroportul Stansted. 

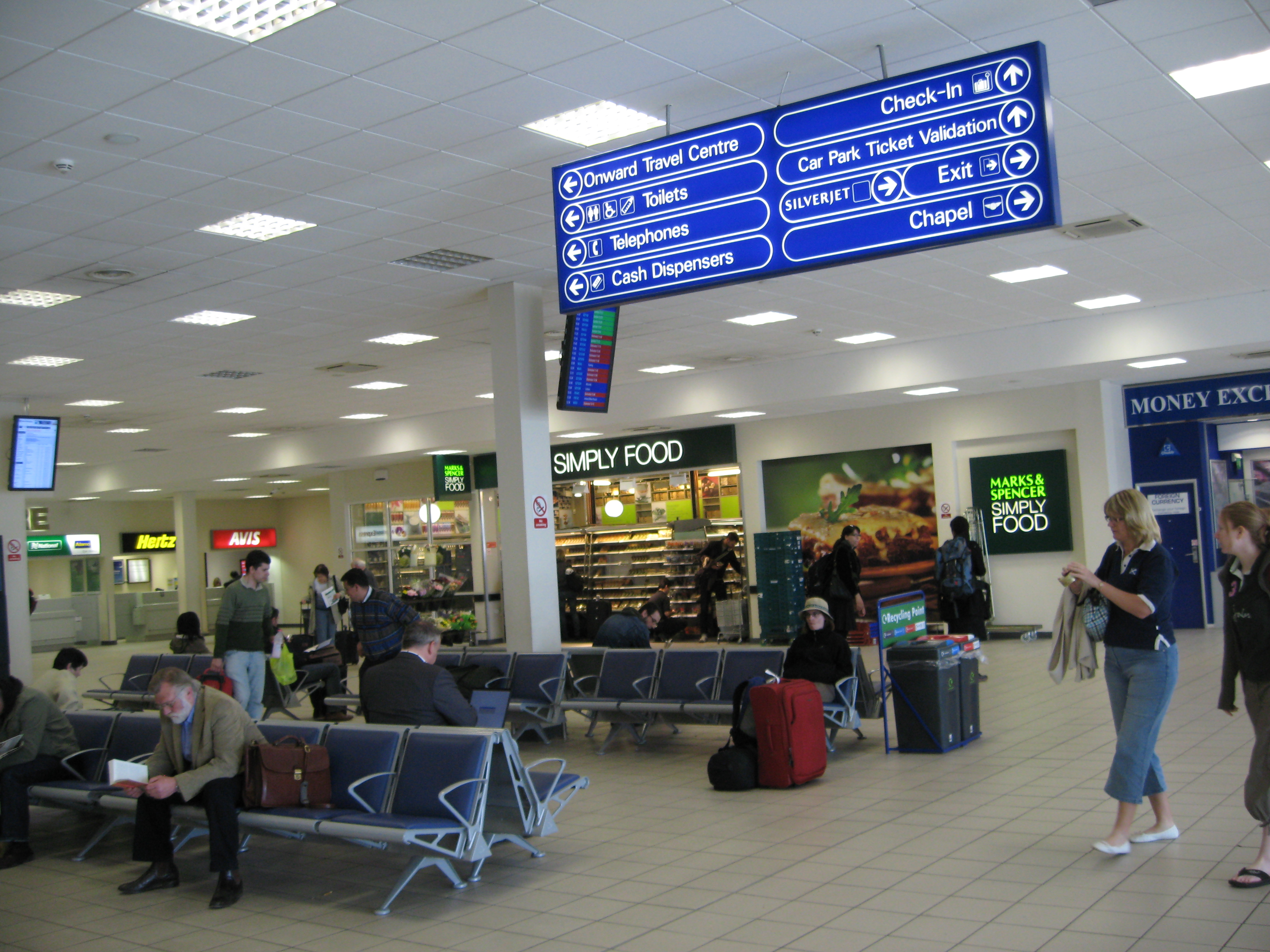

Este unul din cele șase aeroporturi internaționale din Londra, împreună cu Aeroportul Heathrow, Aeroportul Gatwick, Aeroportul Stansted, Aeroportul Londra City și Aeroportul Southend, fiind bază pentru Easyjet, Ryanair, Thomson Airways, Monarch, Wizz Air.
Wizz Air este al doilea mare operator, după Easyjet, de pe acest aeroport având 50 de curse pe zi spre 35 destinații (ie. aeroporturi) și transportând 5,5 milioane pasageri în 2017.
Aeroportul operează cu un singur terminal având 25 de porți de îmbarcare și o singură pistă de asfalt în lungime de 2162 m ce se dorește a fi mărită la 3000 m.

## Istoric
A fost înființat în 1938 și folosit de Aviația Regală Britanică în al Doilea Război Mondial.
În 2005  London Luton Airport Operations Limited, firmă ce deține concesiunea aeroportului, a fost achiziționată de Airport Concessions Development Limited, la rândul ei deținută de un consorțiu de firme spaniole unde  90% din acțiuni aparțin Albertis Infraestrucutras (companie cu capital privat) și 10 % aparțin Aena Internacional (companie de stat).

## Plan de dezvoltare
În 2004, managementul aeroportului a anunțat că a primit sprijin guvernamental pentru aplicarea planului de creștere a pistei și de construire a unui nou terminal. Cu toate acestea, organizațiile locale din Luton, cum ar fi Asociația pentru controlul zgomotului aeronavelor (eng. District Association for the Control of Aircraft Noise (LADACAN)) și Opriți planurile de dezvoltare ale aeroportului Luton (eng. Stop Luton Airport Plan (SLAP)), exprimă protest împotriva acestor planuri de dezvoltare. Principalul lor argument este creșterea poluării fonice; LADACAN menționează, de asemenea, că reconstrucția va afecta un obiect de patrimoniu cultural, Castelul Someries. În 6 iulie 2007, a fost anunțat că proprietarii de aeroporturi au decis să revizuiască planurile pentru construirea unei a doua piste și a unui nou terminal din motive financiare.

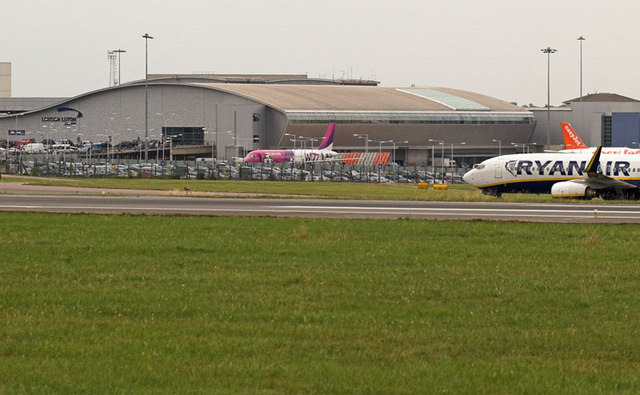

## Date finaciare
Airport Concessions Development Limited are 146,95 milioane lire sterline  cifră de afaceri (2015), un profit net de 32,7 milioane având un capital uman de 646 angajați si capital/active de 220 milioane lire sterline, din care 135 milioane active depreciate (durata de viață de 5-30 ani) ce au fost scăzute din profitul brut pe anii precedenți. Din 2016 se vor investi 150 milioane gpd pe următorii 5 ani.

## Trafic
| An   | Număr pasageri | Numărul aterizărilor/decolărilor | Cargo (tone) |
| ---- | -------------- | -------------------------------- | ------------ |
| 2015 | 12.279.176     | 116.412                          | 28.041       |
| 2016 | 14.551.774     | 131.536                          | 25.464       |
| 2017 | 15.799.219     | 135.538                          | 21.199       |

Dacă la nivelul anului 1997 aeroportul avea un trafic  de 3.238.458 pasageri și 21.354 tone cargo, în anul 2008 a ajuns la 10,180 milioane pasageri pentru ca în 2010, din cauza crizei financiare create de băncile de stat centrale, să scadă la 8,7 milioane pasageri.
Wizz Air are curse directe spre România de pe acest aeroport către următoarele aeroporturi:  Brașov, București, Cluj-Napoca, Constanța, Craiova, Iași, Târgu-Mureș, Satu-Mare, Suceava, Timișoara.
De asemenea, Wizz Air operează curse directe spre Chișinău.

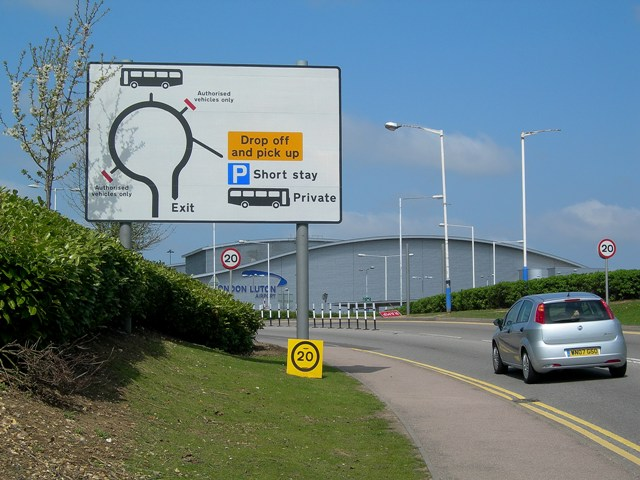

În 2015, 945.200 pasageri au folosit acest aeroport din/spre România pentru ca în 2017 să ajungă 1,6 milioane pasageri, 60% din cei 2,7 milioane pasageri ce călatoresc din/spre Marea Britanie și România folosesc acest aeroport. Este pe primul loc, într-un clasament cu cei mai mulți pasageri ce călătoresc din/spre România, pe locul doi fiind Milano-Bergamo cu 852.000 pasageri. Pentru Republica Moldova s-au înregistrat 83 de mii de călători în 2017, toți pe Aeroportul Internațional Chișinău.

## Acces

### Mașina
Aeroportul este situat la câțiva kilometri de M1, care leagă Londra de Leeds și se conectează la M25. În apropierea terminalului există  parcare pe termen scurt, parcarea pe termen mediu și lung aflându-se la vest și est de terminal, fiind conectate la terminal prin autobuze.

### Tren
Luton Airport Parkway railway station a fost construită în 1999 pentru a deservi aeroportul. Aceasta este situată pe Midland Mainline. Trenurile operatorului de transport feroviar First Capital Connect leagă aeroportul de Bedford, St. Albans, Londra, Wimbledon, Sutton, Aeroportul Gatwick și Brighton. Trenurile East Midlands pleacă la fiecare oră către Londra, St. Pancras și la nord spre Leicester, Nottingham și Leeds. Autobuzul de transfer gratuit leagă stația de aeroport, traseul fiind de aproximativ o milă.

### Autobuz
Rețeaua locală de autobuze leagă Aeroportul Luton de centrul orașului Luton și de alte localități. Antrenorii Green Line și easyBus (cu sosire la Victoria Station) oferă legături directe cu autobuzul spre Londra. Autobuzele naționale Express fac legătura cu alte orașe din Midlands și din nordul Angliei.
Cea mai rapidă cale de a ajunge la aeroport este considerat Luton Airport Parkway (30 de minute de la stația St. Pancras). National Express ajunge în aproximativ 1 oră și 10 minute.